# پارانیاکه
پارانیاکه (به لاتین: Parañaque) یک شهر در فیلیپین است که در کلانشهر مانیل واقع شده‌است.

## خصوصیات
پارانیاکه ۴۶٫۵۷ کیلومترمربع مساحت و ۵۸۸٬۱۲۶ نفر جمعیت دارد و ۱۲٫۰ متر بالاتر از سطح دریا واقع شده‌است.

## خواهرخوانده
شهر Naga خواهرخواندهٔ پارانیاکه هست.